# سياسة التأشيرات في الكاميرون
زوار الكاميرون يجب عليهم الحصول على تأشيرة دخول من إحدى البعثات الدبلوماسية الكاميرونية، إلا إذا كان الزائر من رعايا إحدى البلدان المعفاة من التأشيرة.

## خريطة سياسة التأشيرات

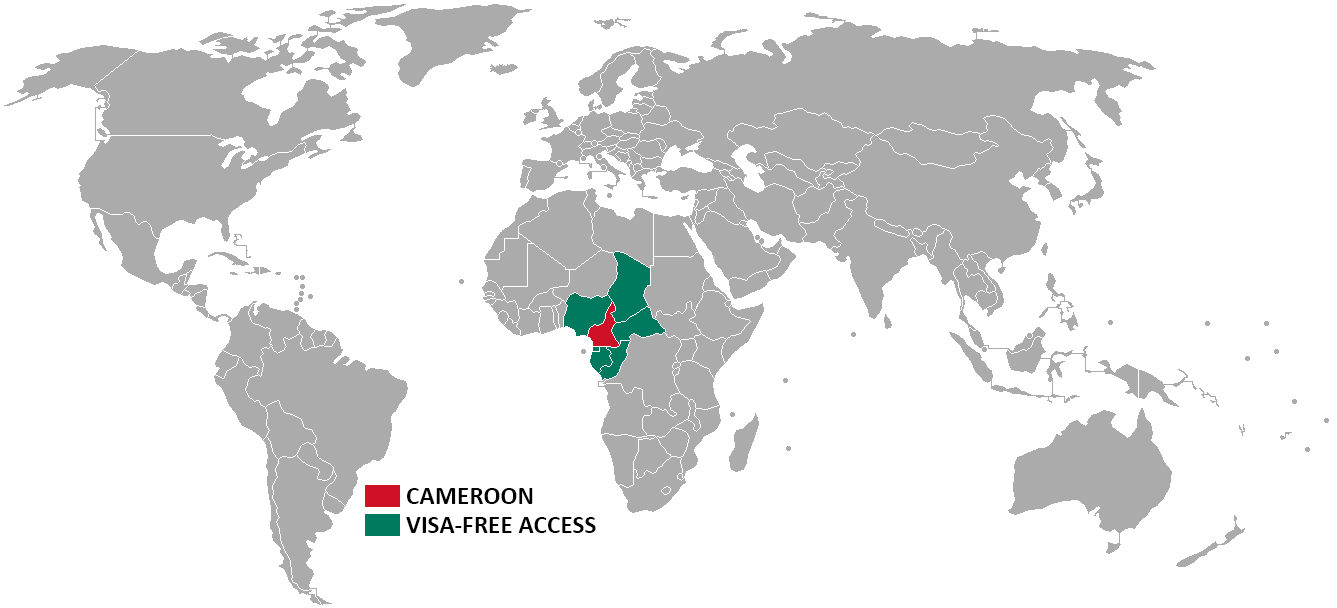
Cameroon
Visa exempt

## المعفاة من تأشيرة الدخول
يمكن للمواطنين من 5 دول، زيارة الكاميرون بدون تأشيرة وذلك لمدة تصل إلى 90 يوما:
- جمهورية أفريقيا الوسطى[3]
- تشاد[4]
- جمهورية الكونغو[5]
- مالي[6]
- نيجيريا[7]

حاملي جوازات السفر الدبلوماسية أو الخدمة الصادرة لمواطني تركيا لا تحتاج إلى تأشيرة للكاميرون.
يسمح العبور من دون تأشيرة للمسافرين استمرار رحلتهم من قبل نفس أو ربط أول طائرة في غضون 24 ساعة ودون مغادرة المطار.